# William H. Clifford

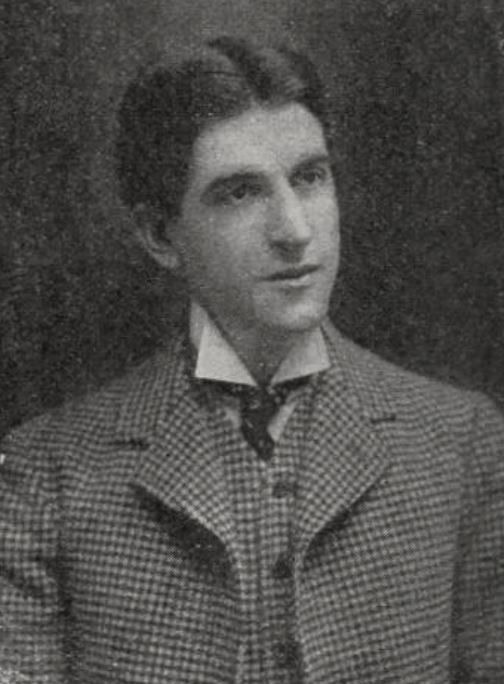
William H. Clifford (1874–1938)

William H. Clifford, eigentlich Clifford Williams (* 1874 in San Francisco; † 9. Oktober 1938 in Los Angeles) war ein US-amerikanischer Drehbuchautor und Regisseur der Stummfilmzeit.

## Leben
Sein bürgerlicher Name war Clifford Williams. Er war verheiratet mit Mary Holly.

## Filmografie

### Drehbuch
- 1913 Granddad
- 1913 God of Chance
- 1913 Romance of Erin
- 1913 An Indian's Honor
- 1913 The Filly
- 1914 Narcotic Spectre
- 1914 Heart of a Woman
- 1914 Divorce
- 1914 Repaid
- 1914 Shorty Escapes Marriage
- 1914 The Wrath of the Gods
- 1914 Threads of Destiny
- 1914 The Bargain
- 1915 The Scourge of the Desert
- 1915 A Modern Noble
- 1915 In the Tennessee Hills
- 1915 The Cup of Life
- 1916 Nearly a King
- 1916 The Spider
- 1916 Out of the Drifts
- 1916 The Eternal Grind
- 1916 The Man from Nowhere
- 1918 The Pen Vulture
- 1918 Denny from Ireland
- 1918 The Ranger
- 1920 The Sagebrusher
- 1920 The Money Changers
- 1920 The Confession
- 1920 Riders of the Dawn
- 1920 The Dwelling Place of Light
- 1920 The U.P. Trail
- 1921 Man of the Forest
- 1923 Souls in Bondage
- 1924 Missing Daughters
- 1927 See You in Jail

### Regie
- 1911 In the Sultan's Garden
- 1912 A Timely Repentance
- 1913 God of Chance
- 1916 Love's Sacrifice
- 1918 The Pen Vulture
- 1918 Denny from Ireland
- 1923 Man  Alone
- 1923 Souls in Bondage
- 1924 Missing Daughters

### Schauspieler
- 1913 Banzai
- 1913 The Pitfall
- 1913 Harvest of Sin